# Idalus multicolor
Idalus multicolor là một loài bướm đêm thuộc phân họ Arctiinae, họ Erebidae.